# تينجو ماريا
تينجو ماريا هي مدينة من مدن بيرو. يبلغ عدد سكانها 55,000 نسمة وذلك حسب إحصائيات سنة 2007.

## أعلام
- إريك فليمنج
- أندرسون سانتاماريا

## وصلات خارجية
- الموقع الرسمي